# Nicolau Becker
Nicolau Becker (Mettnich, Alemanha, 7 de março de 1798 - Novo Hamburgo, 1860) foi um dos primeiros imigrantes alemães que se estabeleceram na cidade de Novo Hamburgo.

## Biografia
Nicolau foi o segundo filho de Peter Becker e Anna Maria Recktenwald. Chegou ao Brasil no navio trimastro Olbers aportando ao Rio de Janeiro em 17 de dezembro de 1828. Chegou a São Leopoldo, no Rio Grande do Sul, pelo costeiro Marques de Vianna, em 9 de março de 1829, onde se estabeleceu-se com um curtume e uma selaria. Casou-se com Angela Krämer em 24 de junho de 1829, com quem teve dez filhos.
Segundo Leopoldo Petry, Nicolau Becker teria fundado, o primeiro curtume e selaria na região, passando a ser considerado o fundador da indústria coureira, principal atividade econômica de Novo Hamburgo até hoje. Segundo a coordenadora do Museu Nacional do Calçado em Novo Hamburgo, Ida Helena Thön, Nicolau Becker foi pioneiro no beneficiamento de couros com pedra-ume.

## Homenagem
Em Novo Hamburgo uma das avenidas foi batizada com seu nome.